# André de Longjumeau
Pour les articles homonymes, voir Longjumeau (homonymie).
André de Longjumeau (Longumeau, Lonjumel, etc. ; v. 1200 - v. 1271) fut un missionnaire et diplomate dominicain du XIIIe siècle. Il a dirigé deux ambassades auprès des Mongols : lors du premier voyage, il porta les lettres du pape Innocent IV et lors du second des cadeaux et lettres de Louis IX à Güyük Khan. 

## La translation de la Sainte Couronne d'épines (1238-1239)
La première mission d'André en Orient lui est confiée par le roi Louis IX. Il le charge d'aller, en compagnie d’un frère dominicain dénommé Jacques, chercher à Constantinople la Couronne d'épines que lui a cédée Baudouin II, roi de Constantinople, en 1238. La couronne servant à gager un prêt de banquiers vénitiens, la mission doit, au retour, passer par Venise pour racheter la caution.
La Couronne d'épines est aujourd'hui conservée dans un reliquaire du XIXe siècle, à Notre Dame de Paris.

## Mission pontificale auprès des Mongols (1245-1247)
André de Longjumeau conduit l'une des quatre missions envoyées auprès des Mongols par le pape Innocent IV. Il quitte Lyon au printemps de 1245 pour le Levant. Il visite les principautés musulmanes en Syrie et les représentants des églises nestorienne et jacobite en Perse, enfin remet la correspondance du pape à un général mongol à Tauris près de Tabriz . À Tauris, André de Longjumeau rencontre un moine nestorien, du nom de Siméon Rabban Ata, qui est chargé par le Khan de protéger les chrétiens du Moyen-Orient ,.

## Deuxième mission auprès les Mongols (1249-1251)
Dans le camp mongol près de Tauris, André avait rencontré un certain David, chrétien nestorien, qu’il retrouve, en décembre 1248 à la cour du roi Louis IX à Chypre. André traduit le message du général mongol Eljigidei (en) apporté par David au roi, une offre réelle ou prétendue de l'alliance du général, et une proposition d'attaque conjointe sur les puissances islamiques de Syrie.
En réponse Louis IX dépêche André comme ambassadeur auprès de Güyük Khan, il est accompagné de son frère (également dominicain) Guillaume et plusieurs autres.
L’expédition part le 27 janvier 1249, avec les lettres du roi Louis IX et du légat du pape, Odon de Châteauroux, et de riches présents. De Chypre, elle se rend au port d'Antioche en Syrie, et de là voyage pendant un an vers la cour du Grand Khan, à la vitesse de dix lieues (55 km) par jour. L’itinéraire la conduit à travers la Perse, le long des rives sud et orientale de la mer Caspienne, et par Talas, au nord-est de Tachkent.
Quand la mission arrive à la Cour suprême des Mongols - soit sur la rivière Imyl (près du lac Alakol), soit plus probablement à Karakorum, au sud-ouest du lac Baïkal - Güyük Khan est mort depuis avril 1248. L'épouse du khan décédé, Oghul Qaïmich, qui assure la régence, reçoit André puis le renvoie avec des cadeaux et une lettre pour Louis IX.
Le rapport fait par André à son souverain, qu'il rejoint en 1251 à Césarée en Palestine, semble avoir été un mélange d'histoire et de fable, sur les luttes de Gengis Khan et du Prêtre Jean. En revanche, la description des coutumes mongoles est assez précise, et ses déclarations sur le christianisme mongol et sa prospérité, peut-être exagérée, sont fondées sur des faits.
Des monticules d'ossements ont jalonné sa route, témoins des ravages qu’enregistrent d'autres historiens en détail. Il a trouvé des prisonniers chrétiens d'Allemagne au cœur de la « Tartarie » (à Talas). Il a été contraint d'observer la cérémonie de passage entre deux feux, comme porteur de cadeaux à un Khan mort, dons qui ont bien sûr été considérés par les Mongols comme preuve de soumission. Ce comportement insultant, et les termes de la lettre de réponse rapportée par André, a fait considérer la mission comme un échec.

## Mort
André séjourne en Palestine, où, vers 1253, il rencontre Guillaume de Rubrouck, le missionnaire franciscain qui, dans son travail sur les coutumes asiatiques, déclare que tout ce qu'il avait entendu d’André sur le sujet a été pleinement confirmé par ses propres observations.
André se rend ensuite à Tunis. 
Il meurt après 1270.

## Sources
Les voyages d’André de Longjumeau ne sont connus que par des récits de tiers :
- Gautier de Cornut dans Historia susceptionis Coronae spince,
- Odon de Châteauroux,
- Vincent de Beauvais dans Speculum historiale,
- Guillaume de Rubrouck dans Recueil de voyages,
- Jean de Joinville dans ses Mémoires et Jean Pierre Sarrasin,
- Guillaume de Nangis.